# Двірники (Словаччина)
Дво́рники (словац. Dvorníky) — село в окрузі Глоговец Трнавського краю Словаччини. Площа села 25,54 км². Станом на 31 грудня 2015 року в селі проживало 2028 жителів.

## Історія
Перші згадки про село датуються 1247 роком.

## Населення
| Рік:            | 1994. | 2004.   | 2014.   | 2024.   |
| --------------- | ----- | ------- | ------- | ------- |
| Кількість осіб: | 1914  | 2017    | 2058    | 1953    |
| Різниця:        |       | +5,38 % | +2,03 % | -5,10 % |

| Рік:            | 2023. | 2024.   |
| --------------- | ----- | ------- |
| Кількість осіб: | 1986  | 1953    |
| Різниця:        |       | -1,66 % |